# Michail Mamiašvili
Michail Gerazievič Mamiašvili (in russo Михаил Геразиевич Мамиашвили?; Konotop, 21 novembre 1963) è un ex lottatore e dirigente sportivo russo, fino al 1991 sovietico, specializzato nella lotta greco-romana.
È stato presidente della Federazione russa di lotta e vicepresidente del Comitato olimpico della Russia.

## Palmarès

### Olimpiadi
- 1 medaglia:
  - 1 oro (Seul 1988 nei pesi medi)

### Mondiali
- 5 medaglie:
  - 3 ori (Kiev 1983 nei pesi medi; Kolbotn 1985 nei pesi medi; Budapest 1986 nei pesi medi)
  - 2 argenti (Martigny 1989 nei pesi medi; Ostia 1990 nei pesi medi)

### Europei
- 3 medaglie:
  - 3 ori (Il Pirreo 1986 nei pesi medi; Kolbotn 1988 nei pesi medi; Oulu 1989 nei pesi medi)